# Aeroportul Miraflores
Aeroportul Miraflores (IATA: MFS, ICAO: SKMF) este un aeroport din Guaviare⁠(d), Columbia ce deservește zona Miraflores⁠(d). Aeroportul a fost tranzitat în 2022 de 4.354 de pasageri.
Situat la o altitudine de 224 m, aeroportul dispune de o singură pistă.